# Руф из Капуи
Руф (III и IV век)— святые мученики из Капуи. День памяти — 27 августа.
Известны два мученика по имени Руф из Капуи. Про одного говорится, что он был диаконом, также именовался Руфином  и пострадал совместно прибл. в 295 году .
Про другого также сообщается, что он пострадал вместе с товарищем по имени Карпоний (Carponius) или Карпофор (Carpophorus) во времена Диоклетиановых гонений .